# مارکو سامارجیچ
مارکو سامارجیچ (صربی: Марко Самарџић؛ زادهٔ ۲۲ فوریهٔ ۱۹۸۳) بازیکن والیبال اهل صربستان عضو تیم آریس و تیم ملی والیبال صربستان است.
مارکو یکی از اعضای تیم ملی صربستان در قهرمانی جهان ۲۰۱۰ و المپیک ۲۰۰۸ پکن بود.